# Creepshow
Creepshow (1982) este un film antologie de groază american regizat de George A. Romero (faimos pentru Noaptea morților vii și Dimineața morților), scenariul Stephen King (scriitor celebru pentru lucrările Carrie, The Shining, Misery, The Stand, The Shawshank Redemption). În rolurile principale au fost distribuiți Ted Danson, Leslie Nielsen, Hal Holbrook, E.G. Marshall, Ed Harris.

## Acțiunea filmului
În prolog, un băiat pe nume Billy este certat și lovit de tatăl său, Stan, din cauză că citește Creepshow, o serie benzi desenate de groază. Tatăl îi aruncă revista la gunoi, în timp ce la fereastra lui Billy apare o The Creep, personajul fantomatic din benzile desenate.
În partea de epilog, doi gunoieri găsesc revista în tomberon. Răsfoind-o, aceștia observă că cineva făcuse deja comanda pentru o păpușă voodoo. În casă, Stan se plânge de dureri persistente de gât. Acestea se dovedesc a fi provocate de Billy, care străpunge păpușa voodoo cu un ac, în mod repetat.

### „Father’s Day”
Natham Grantham, patriarhul unei vechi familii, este ucis de Ziua Tatălui, de către fiica sa Bedelia, pe care adesea o abuzase emoțional. Șapte ani mai târziu, urmașii lui Nathan – strănepoata Sylvia, stră-strănepoții Richard, Cass, precum și Hank, soțul lui Cass – se întâlnesc pentru o cină anuală în familie. Bedelia, care deobicei ajunge mai târziu, se oprește la cimitirul din apropierea casei familiei, în fața pietrei de mormânt al lui Nathan, începând să-și aducă aminte de el. Brusc, cadavrul descompus al lui Nathan apare din mormânt, răzbunându-se pe Bedelia, în timp ce solicită să i se aducă tortul de Ziua Tatălui de care nu a avut niciodată parte. Ceilalți membri ai familiei încep să își facă griji pentru întârzierea Bedeliei și pleacă în căutarea acesteia, însă sunt atacați pe rând de cadavrul lui Nathan.

### „The Lonesome Death of Jordy Verrill”
Jordy Verrill, un locuitor redus mintal de la marginea unei păduri, descoperă un meteorit pe care crede că va obține suficienți bani încât să-și plătească datoria de 200 de dolari de la bancă. În schimb, el este atacat de un organism asemănător plantelor, ca urmare a atingerii unei substanțe verzi aflate meteorit. Jordy este sfătuit de fantoma tatălui său să nu intre în apă, însă mâncărimile pielii devin insuportabile și acesta se aruncă în cadă. A doua zi, atât Jordy, cât și întreaga sa fermă este acoperit de vegetație extraterestră. Disperat, reușește să se sinucidă, împușcându-se în cap.

### „Something to Tide You Over”
Richard Vickers, un bogătaș psihopat, le pregătește o soartă teribilă soției lui infidele, Becky, și iubitului acesteia, Harry Wentworth, îngropându-i până la gât pe plajă, înainte de maree. Le spune că singura șansă de supraviețuire este să își țină respirația, apoi se întoarce acasă de unde îi urmărește pe cei doi prin niște camere montate anterior pe plajă. În timpul nopții, Becky și Harry pătrund în locuința lui Richard sub forma unor fantome. Richard încearcă să îi împuște, însă i se reamintește că nu poate să ucidă o persoană deja moartă. Scena de final îl înfățișează pe Richard îngropat până la gât în nisip, în timp ce mareea se apropie.

### „The Crate”
Mike, un paznic de colegiu, găsește o cutie de lemn ascunsă în subsol timp de 148 de ani. Îl anunță pe profesorul Dexter Stanley și cei doi decid să deschidă cutia. În interior găsesc o creatură letală care îl ucide și devorează pe Mike. Reușind să scape, Stanley îl cheamă pe absolventul Charlie Gereson care, sceptic, investighează cele întâmplate, însă este și el ucis de creatura din cutie. Stanley se duce acasă la prietenul și colegul lui de la universitate, profesorul Henry Northrup, informându-l în legătură cu cele întâmplate.
Northrup consideră creatura ca fiind o metodă bună de a scăpa de soția lui, Wilma, pe care adesea își imaginează că o ucide. Pune la cale un plan prin care, în cele din urmă, Wilma este sfâșiată și devorată de creatură. Northrup închide bestia la loc și azvârle cutia într-un lac din apropiere, apoi îl asigură pe Stanley că a scăpat de creatură. În scena de final, se dezvăluie că bestia este încă în viață, în cutia aruncată în lac.

### „They're Creeping Up on You!”
Upson Pratt, un om de afaceri crud, misofobic, locuiește într-un apartament izolat ermetic. În timpul unei furtuni, restul orașului rămâne în pană de curent. Când începe să fie afectat și apartamentul său, Pratt se găsește înconjurat de gândaci agresivi, de diferite mărimi – semnificând, probabil, răzbunarea tuturor oamenilor pe care i-a făcut să sufere de-a lungul timpului. Pratt se închide într-o cameră de panică, descoperind că aceasta fuseste deja infestată de gândaci. Fără șansă de scăpare, gândacii se urcă pe el și, în final, izbucnesc în mod grotesc din cadavrul lui.

## Distribuție
Prolog
- Joe King este Billy
- Tom Atkins (necreditat) este Stan
- Iva Jean Saraceni este mama lui Billy

Father's Day
- Jon Lormer este Nathan Grantham
- Viveca Lindfors este Bedelia
- Elizabeth Regan este Cass Blaine
- Warner Shook este Richard Grantham
- Ed Harris este Hank Blaine
- Carrie Nye este Sylvia Grantham
- Peter Messer este Yarbro
- John Amplas este Nathan mort
- Nann Mogg este Mrs. Danvers

The Lonesome Death of Jordy Verrill
- Stephen King este fermierul Jordy Verrill
- Bingo O'Malley este tatăl lui Jordy
- John Colicos (necreditat) este Doctorul

Something to Tide You Over
- Leslie Nielsen este Richard Vickers
- Gaylen Ross este Becky Vickers
- Ted Danson este Henry Wentworth

The Crate
- Hal Holbrook este Henry Northup
- Adrienne Barbeau este Wilma Northup
- Fritz Weaver este Dexter Stanley
- Don Keefer este portarul Mike
- Robert Harper este Charlie Gereson
- Chuck Aber este Richard Raymond
- Christine Forest este Tabitha Raymond
- Cletus Anderson este Gazda
- Katie Karlovitz este Servitoarea
- Charles Van Eman este Barmanul
- David Garrison (necreditat) este gazda de la colegiu
- Daryl Ferrucci (necreditat) este Fluffy

They're Creeping Up on You
- E. G. Marshall este Upson Pratt
- David Early este White
- Ann Muffly (necreditat) este Vocea Lenorei Castonmeyer

Epilog
- Joe King este Billy
- Tom Atkins (necreditat) este Stan
- Iva Jean Saraceni este mama lui Billy
- Marty Schiff este un gunoier
- Tom Savini este al doilea gunoier

## Primire
Filmul a fost clasificat pe locul 99 în topul 100 Scariest Movie Moments realizat de Bravo.